# Jean-Pierre Gayet
Pour les articles homonymes, voir Gayet.
Jean-Pierre Gayet, né à Charolles le 7 septembre 1760, décédé dans la même ville le 25 avril 1825, est un député français. 

## Biographie
Fils de Jean-Baptiste Gayet et de Marie Bollot, il est procureur du Roi dans le bailliage de Charolles. Pendant la Révolution, député suppléant à la Convention nationale le 9 septembre 1792,  Président du comité révolutionnaire (Comité de Salut Public) et du district de Charolles de 1793 à 1796, il est élu administrateur de Saône-et-Loire (1796 à 1798), il devient député de Saône-et-Loire au Conseil des Cinq-Cents le 24 germinal an VII (13 avril 1799) par 240 voix sur 247 votants.
À Paris, il loge « rue Marceau, maison de l'Europe ». À l'assemblée, il siège sans se distinguer jusqu'au coup d'État du 18 brumaire. Il soutient la position politique d'Étienne Lavaux, ancien administrateur de l'île de Saint-Domingue, partisan de l'égalité des droits et des libertés entre les noirs et colons blancs, après l'abolition de l'esclavage en février 1794. À la suite de ce soutien, et de son appartenance jacobine, il est convaincu de concussion (népotisme) et d'anarchisme (partisan de la terreur) par le directeur Barras. En 1812, il est avocat.
Il descend d'une famille de la région du Roannais-Charolais, famille de lettrés dès le XVIIe siècle, qui est passée du statut d'artisan-bourgeois (tailleur d'habits) au statut de fonctionnaire royal en moins de 30 ans.
Marié le 16 janvier 1785, à Charolles, avec Louise-Marie Lagrange (1770-1847), il est le père de Jean-Baptiste Gayet (1786- 1866), qui a été maire de Charolles (trois mandats consécutifs de 1830 à 1848, puis, après une alternance, un autre mandat de 1858 à 1863). Les arrière-petits-enfants de Jean-Pierre décèdent sans laisser de descendance.

## Sources
- Mémoires de la Société Eduenne Tome 38, biographie de Jean-Pierre GAYET pages 111 à 117 (Tome sous forme image, GALLICA.FR - BNF))
- « Jean-Pierre Gayet », dans Adolphe Robert et Gaston Cougny, Dictionnaire des parlementaires français, Edgar Bourloton, 1889-1891 [détail de l’édition], tome 3 (de Gautier à Genoude), p. 144.